# IC 1715
IC 1715 — галактика типу Im () у сузір'ї Риби.
Цей об'єкт міститься в оригінальній редакції індексного каталогу.